# Pont de Cernavodă
El pont de Cernavodă és un complex de dos ponts de gelosia de ferrocarril per autopista a Romania, a través del riu Danubi, que connecta les ciutats de Cernavodă i Fetești, entre les regions de Dobruja i Muntènia.
Inaugurat el 1987, els ponts tenen una longitud total de 2.622,85 metres dels quals 1.640,35 metres sobre el Danubi i 982,5 m sobre la part de Borcea del Danubi.
El pont Cernavodă es troba a l'autopista A2 Sun, a la rodalia de l'antic pont Anghel Saligny.
- Autopista A2 (Romania)
- Línia CFR 800 (Bucarest - Mangalia)
- Pont Anghel Saligny
- Llista de ponts a Romania